# Guitar World
Guitar World ist eine US-amerikanische Musikzeitschrift. Die Zeitschrift enthält Berichte und Interviews mit Musikern, Album- und Musikinstrumente-Besprechungen sowie Transkriptionen von Liedern als Tabulatur für Gitarre und Bass.

## Geschichte
Anfänglich gehörte die Zeitschrift zu Harris Publications. 2003 wurde sie von Future US gekauft. Im Jahr 2012 wurde die Musikabteilung von Future US, u. a. auch mit der Zeitschrift Revolver, von NewBay Media übernommen.
Das Magazin erschien erstmals im Juli 1980 mit Johnny Winter auf dem Cover. Zu den interviewten Gitarristen zählen u. a. Keith Richards, Alex Lifeson, Ritchie Blackmore, Jeff Beck, Brian May, Arthur Rhames, Al Di Meola, John Frusciante, Steve Morse, Robert Ward, Jimmy Page, David Gilmour, Eric Clapton, Synyster Gates, Joe Satriani, Steve Vai, Slash, Neal Schon, Tony Iommi, Steve Howe, Angus Young, Zakk Wylde, Allan Holdsworth und Eddie Van Halen.
Ab 1993 gab es auch eine deutsche Ausgabe unter Chefredakteur Harold Mac Wonderlea (ehemals Ressortleiter beim Fachblatt Musikmagazin).